# かとう由梨
かとう 由梨（かとう ゆり、1973年10月10日 - ）は、日本の元AV女優。京都府出身。血液型：A型。身長：160cm。スリーサイズ：B88・W60・H88。
1993年にメシアよりデビュー。1994年に、アメリカに渡って本場のポルノ男優ともカラんでみせた作品「AVメジャーリーグVol.1」を発表した。その後、劇場などで活躍。
2012年のアダルトビデオ30周年企画では、「AV女優100人 3 超人気女優から、幻の女優まで」、「アナルSEXの殿堂 【肛門プレイ大全】」に出演作品が選ばれている。

## 作品

### ビデオ（撮り下ろし）
1993年
- 秘書はムチムチ（11月25日、クリスタル映像 ME-92）※デビュー作

1994年
- ぴくぴく女医ユリ（1月13日、クリスタル映像 MS-02）
- 兄嫁は女子校生（1月29日、ステラ STV-1157）
- エロジェニック うしろから突くつく（2月17日、クリスタル映像 MS-10）
- 誘惑させて（3月1日、VIP YG-058）
- サイバーエロティカ ノックアウトBODY（3月18日、シャイ企画 FE-127）
- この夜の果て（4月16日、ステラ STV-1163）
- お口でルームサービス（6月1日、オークラ出版 OAK-067）
- たまにはしゃぶりつきたい 15（6月16日、ステラ STV-1167）
- 花嫁の生出しエクスタシー（7月1日、VIP YG-068）
- AVメジャーリーグ Vol.1 かとう由梨のUSAポルノ体験記（7月20日、トライハートコーポレーション CHL-004）
- New OL倶楽部 3 かとう由梨 ほか（7月24日、宇宙企画 MY-25）多数出演
- 女子校生「レイプ」 かとう由梨 武田りつ子（7月25日、二見書房 MV-105）
- 裏女尻 10（9月2日、アリスJAPAN KW-7147）
- 女体解剖 これじゃ、変態じゃない（9月21日、アテナ映像 AS-383）
- 巨乳ノーパン探偵（11月14日、笠倉出版社 CAV35-40）
- お尻クラブ 2 村上ゆう 山本優子 かとう由梨 ほか（11月20日、宇宙企画 MY-39）
- ナースバディ（11月25日、ホップビデオ KG-11）
- 腰が抜けちゃった（VIP STM-059）

1995年
- 奴隷女教師 背徳の仮面（1月20日、シネマジック VS-348）
- 被虐の生体図鑑 SM女隷調教 懲らしめられた天使（2月25日、司書房 TKV-09）
- BONDAGE DESIRE 背徳淑女 7（3月17日、シネマジック VS-356）
- アメリカンポルノ殴り込み 連チャン・ドル箱エクスタシー（5月28日、アトラス21 CRO-17）
- 女学生の友 6 可愛ゆう かとう由梨 稲葉めい ほか（8月20日、宇宙企画 MY-72）
- LINGERIE DOLLS Vol.2 飛鳥いずみ かとう由梨 葉月エリナ 観月マリ（9月17日、宇宙企画 MY-74）全4名
- 景子のお便所（10月16日、イメージボックス ES-15）※映画「景子のお便所」のビデオ版
- おねだりナース（オークラ出版）
- AV出前ギャル いれてあげる かとう由梨 青木サラ（大橋書店 OH-018）

1996年
- 暴れる乳首 くちぬきナース（パパイア工房 IPP-004）

1997年
- いよかん通信スペシャル AVメジャーリーグ 万国SEX博覧会 白川麻希 香坂ゆかり かとう由梨 ほか（3月3日、トライハートコーポレーション JRPP-021）多数出演

1998年
- スーパーAVメジャリーグ烈伝 かとう由梨 香坂ゆかり 白川麻希（チャレンジャー）全3名

### ビデオ（編集もの、BESTもの、ほか）
1994年
- ビデオマガジン デラべっぴん 創刊2号 稀崎優 かとう由梨 氷高小夜 ほか（6月25日、英知出版 BEV85-15）
- 顔面シャワーエレクト.10＋3 PART.17（12月15日、クリスタル映像 HR-98）全13名

1995年
- ONANIE秘テクニック 森田久恵 かとう由梨 葉月エリカ 水沢早紀 藤谷しおり 菊地奈央 秋元実花 高野ひとみ（1月5日、笠倉出版社 CAV35-50）全8名
- 裏女尻 スペシャル 九尻姫（きゅうけつき）（1月13日、アリスJAPAN KW-7160）全9名
- THE アイドルコレクション 2（2月11日、アテナ映像 ADT-06）全9名
- ザ・昇天スペシャル 3（8月25日、ホップビデオ MA-29）全5名
- 奴隷女教師スペシャル 2 生徒の知らない私の秘密（10月13日、シネマジック CN-168）全5名

1998年
- 制服伝説（1月1日、メディアバンク 	MBV-001）全15名
- 続・調教美人9連発（4月25日、司書房 TKV-30）全9名

1999年
- Bondage Venus 背徳の肖像 瞳リョウ 寺田弥生 かとう由梨（12月24日、シネマジック DD-010）全3名

2000年
- LEGEND シネマジックメモリアル大全（11月24日、シネマジック VS-625）全18名

2001年
- 激!!空間AVメジャーリーグ -日米対抗9連戦-（1月19日、レイジングカンパニー RRP-004）全6名
- Allure 2000 vol.3（8月31日、メディアバンク ARD-029）全8名
- 不倫妻 むしゃぶり飲む（12月7日、徳間ジャパンコミュニケーションズ OPDZ-1010）※映画「痴漢日記 不倫を覗く」のDVD版

2003年
- ノーカット4時間!! 裏女尻 3（4月4日、ジャパンホームビデオ DV-231）全4名

2004年
- 奴隷女教師EX2（5月28日、シネマジック DD-097）全14名
- 90's Selection vol.2 北原ななせ 小林愛美 かとう由梨（12月17日、シャイ企画 FEDV-292）全3名 ※「絶叫体感 クセになりそう/北原ななせ」「高級秘書倶楽部 2/小林愛美」「ノックアウトBODY/かとう由梨」を収録

2006年
- LEGEND OF QUEEN VOL.6 [完全復刻・保存版] 冬木あずさ 麻宮千聖 西野美緒 かとう由梨（10月27日、アールエフプランニング DFJ-010）全4名

2012年
- アナルSEXの殿堂 肛門プレイ大全（4月13日、オールアダルトジャパン AAJ-020）全25名

2015年
- 罪の肌ざわり 欲望のボンデージドール・ベスト（4月19日、シネマジック CMA-031）全14名

### 映画
- 景子のお便所（1995年5月19日公開、エクセス・フィルム）監督:浜野佐知 主演・相原景子 役 [5] ※改題後タイトル「私は変態 もう便所まで待てない」として2013年にリバイバル公開。
- 痴漢巨乳電車 ゆれてはさんで（1996年4月30日公開、大蔵映画）監督:小林悟 - 主演 [6] ※改題後タイトル「痴漢電車 腰くだけ夢心地」として1999年にリバイバル公開。
- 痴漢日記 不倫を覗く（1996年9月5日公開、大蔵映画）監督:小林悟 共演:道本優里香 [7]

## 書籍

### 写真集
- 姉妹物語 - PRETTY5 安藤有里 水野さやか 水沢早紀 高原みゆき かとう由梨（1994年7月20日発行、英知出版）撮影:岡克己 全5名 ISBN 9784754213688
- 139人の女ともだち 2（1995年1月10日、英知出版）撮影:前場輝夫 杉本健一 藤田健五 古川春彦 ほか 全139名
- シネマジックSM全集 1 女教師篇 愛田るか 細川百合子 メイファ 風吹あんな 宏岡みらい 野坂なつみ かとう由梨 藤田リナ ほか（1997年12月30日、三和出版）ISBN 9784883565962

### 雑誌
- URECCO 1993年11月号、1994年1月号、3月号、9月号（ミリオン出版）
- WEEKLY プレイボーイ 1993年11月9日号（集英社）
- アップル写真館 1993年12月号（三和出版）
- TOP TEN MATE 1994年01月号、4月号（若生出版）
- AVいだてん情報 1994年3月号（大洋図書）
- デラべっぴん 1994年3月号、5月号、7月号、8月号（英知出版）
- 胸キュン写真同盟 1994年3月号（大洋書房）
- LOVE COLLECTION ラブコレクション 可愛い裸族大発見!（1994年3月15日、ワニマガジン社）
- ベストビデオ 1994年4月号（かとう由梨:巻頭カラー）、7月号（かとう由梨:特大ピンナップポスター）、8月号（かとう由梨:ランジェリーノート）、11月号、12月号（三和出版）
- ACTRESS アクトレス 1994年4月号（リイド社）
- アクションカメラ特別編集 GiRi GiRi 1994年4月号（ワニマガジン社）
- PHOTO SHOT Vol.1（1994年4月25日、英知出版）
- BOYES No.18 1994年5月号（英知出版）
- Beppin School 1994年5月号、6月号（英知出版）
- Beppin 1994年5月号、7月号（付録:かとう由梨実物大ポスター）、9月1日号、10月01日号（英知出版）
- GIRL Friends ガールフレンズ 1994年05月号（若生出版）
- NUCU 1994年5月号（みのり書房）
- SUPERデラPin 1994年5月号、7月号、1995年08月号（英知出版）
- コミックトッパー 1994年6月号（英知出版）
- ビデオボーイ 1994年6月号、8月号、10月号（英知出版）
- GOKUH 1994年6月号、9月号、11月号、1995年3月号（英知出版）
- PHOTO SHOT Vol.2 怒涛の初ヌード3連発!!新鮮度満載（1994年6月25日、英知出版）
- GRACE グレース 1994年7月号（若生出版）
- SUPER GALS NOW 1994年7月号（シュベール出版）
- SHOW TIME! ビデオボーイ 1994年7月15日号増刊（英知出版）
- D-CUP JAPAN 1994年8月号、10月号（蒼竜社）
- さくらんぼ通信 1994年8月号（大洋書房）
- ビデオ・ザ・ワールド 1994年8月号（コアマガジン）
- ベストカメラ 1994年8月号（少年画報社）
- アップル通信 1994年8月号、9月号、11月号（三和出版）
- ビデオ情報 1994年9月16日号、10月14日号（日本文芸社）
- 写華力 VOL.2（1994年9月20日、メディアックス）
- ザ・ヒットMAGAZINE 1994年10月号、11月号（三和出版）
- やんちゃCity 1994年10月号（平和出版）
- NoWoN ナオン Vol.7（1994年10月1日、ワニブックス）
- 漫画エロトピア 1994年10月6日号（ワニマガジン社）
- ランジェリー クライマックス 1994年12月号（英知出版）
- ドリブ 1994年12月号（青人社）
- PHOTO SHOT Vol.6（1995年1月10日、英知出版）
- The Private Room（1995年1月20日、三和出版）
- おとこの遊び専科 1995年3月号（かとう由梨:等身大ヘアヌードポスター）（青人社）
- VIDEO-X 1995年3月号（笠倉出版社）
- Bejeans 1995年3月15日号（英知出版）
- Super Shot 完全保存版（1995年4月15日、英知出版）
- 壱番館倶楽部 1995年5月号（平和出版）
- レモンノート 1995年10月号（明文社）
- 縛犯 VIDEO CINEMA SM COLLECTION Vol.4（2001年3月25日、司書房）DVD付き
- ANNEX スコラ Vol. 2 11月9日増刊号（?、スコラ）